# كلاي غويدا
كلاي غويدا (بالإنجليزية: Clay Guida) هو فنان قتال مختلط أمريكي، ولد في 8 ديسمبر 1981 في راند ليك في الولايات المتحدة.

## وصلات خارجية
- الموقع الرسمي
- كلاي غويدا على موقع يو إف سي (الإنجليزية)
- كلاي غويدا على موقع شيردوغ (الإنجليزية)
- كلاي غويدا على موقع Tapology.com (الإنجليزية)
- كلاي غويدا على موقع IMDb (الإنجليزية)
- كلاي غويدا على موقع قاعدة بيانات الفيلم (الإنجليزية)